# Бейтон, Афанасий Иванович
Афанасий Иванович Бейтон (Байдон, Бойтон, фон Бейтон; ум. 1701, Иркутск) — русский военачальник, дворянин Московского списка, служилый немец, иркутский казачий голова (до 1701 года), полковник, казачий атаман, герой обороны Албазина (1686).
Был прислан в Сибирь для устройства регулярного войска. В память о нём, как руководителе обороны Албазинской крепости в 1686—1687 годах, была названа станица Бейтоновская или посёлок Бейтоновский.

## Биография
Первым биографом Афанасия Бейтона (если не считать скупых автобиографических заметок) стал его сын Яков Афанасьевич. 
Отец ево был родом Пруского государства, был чином порутчик и ис того государства вышел он к Москве своею волею во 162 году и служил во всех в Литву походех.
 — цитирует показания Бейтона младшего следственное дело 1719 года. Старейшее же по времени упоминание Афанасия Бейтона содержится в «отписке» десятника енисейских казаков Осипа Васильева в Сибирский приказ о постройке Селенгинского острога, о монгольских послах и Китайском государстве (от марта 1666 года): 
Да в нынешнем же, великие государи, во 174 году взят из Иркуцково острогу енисейской служилой человек Афонько [Фе]доров Байдон в новой Селенгинской острог для ваших великих государевых дел для толмачества тунгусково и брацково языку и мугальсково переводу. Пожалуйте, великие государи, тому толмачю в Енисейском остроге ис своей царьской казны ево казачьи оклады, денежное и хлебное, и соляное жалованье, выдать. Да пот сею же отпискою к вам, великим государем, послана договорная челобитная за нашими руками, список слово в слово, как я, холоп ваш Оська Васильев, служилых людей и новоприборных казаков прибирал и призывал на ту вашу великих государей селенгинскую службу.
В 1684 году Афанасий Бейтон находился на службе в Енисейске, возглавлял отряд казаков, направленный в Забайкалье.
Летом 1685 года, под руководством воеводы Толбузина, участвовал в походе для освобождения Албазинского острога, осаждаемого маньчжурами.
В 1685—1686 годах командовал самостоятельными отрядами, производил разведку на Амуре и прикрывал постройку нового Албазинского острога.

С 1686 года — участник обороны Албазина от 10-тысячного китайско-маньчжурского отряда. После гибели в сентябре того года воеводы Толбузина, его заместитель — казачий голова Бейтон — возглавил осаждённый гарнизон. Совершив ряд неудачных попыток взять город штурмом, китайцы пытались склонить русских к добровольной сдаче. Казаки и крестьяне, несмотря на голод и цингу, до апреля 1687 года удерживали острог. Бейтону современники приписывали слова: 
Русские в плен сдаваться не привыкши!
 К моменту снятия осады из 700 человек гарнизона осталось 66, причем сам Бейтон, по летописному сообщению, из-за голода и болезней мог передвигаться только на костылях. По заключённому в августе 1689 года Нерчинскому договору укрепления были срыты, а отряд выведен Бейтоном в Нерчинск (1690 год).
На службе в Иркутске — не позднее, чем с мая 1696 года, когда Бейтон, судя по официальным документам, участвовал в подавлении бунта забайкальских казаков и стрельцов против иркутского воеводы А. Савёлова.